# Entorno saludable

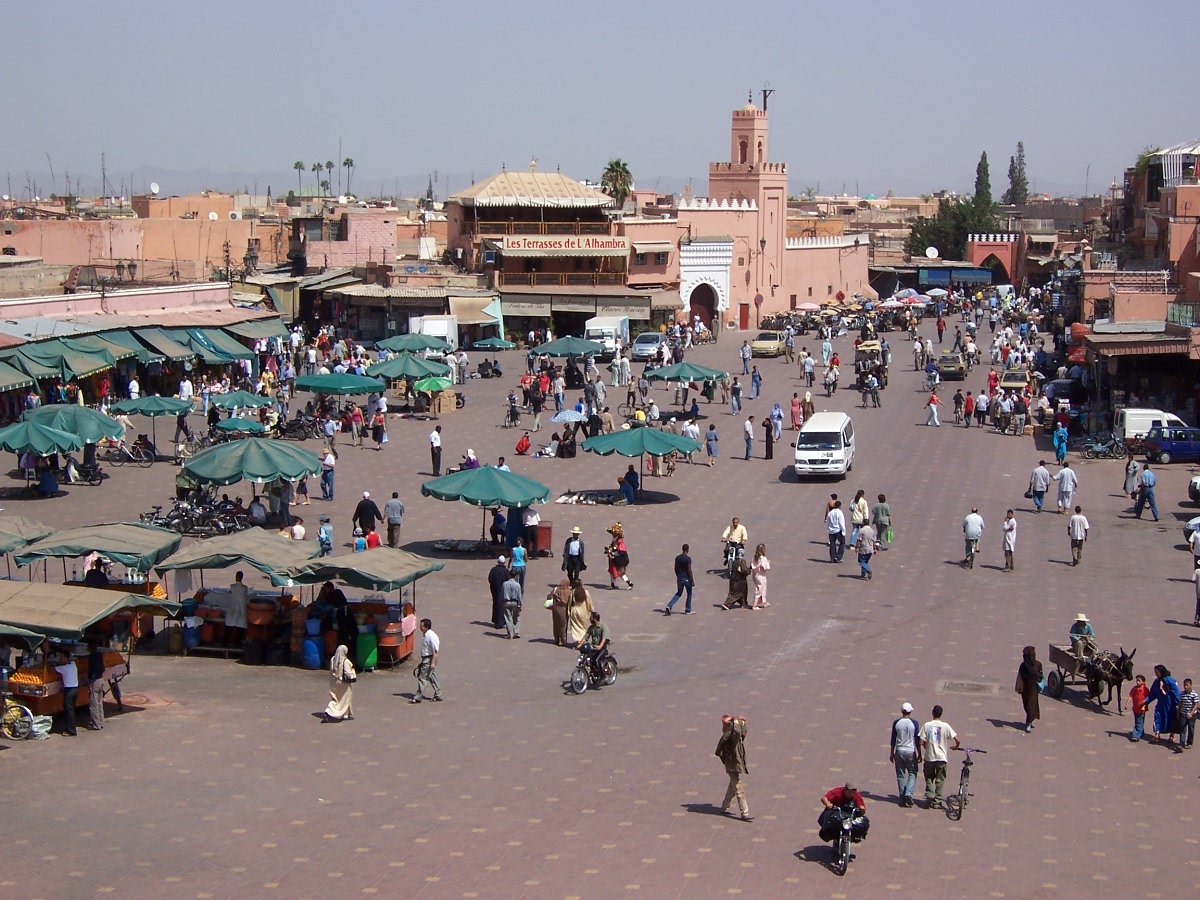
Plaza de Jamaa el Fna (Marrakech), donde se desarrolla la vida pública de la ciudad, tanto de día como de noche. Caracterización del entorno como el resultado de una serie de factores sujetos a la subjetividad, generando un ambiente afectivo saludable.

Entorno saludable hace referencia a un ambiente en el cual se generan inclinaciones, de origen interno o externo, propiciadoras de una adecuación para la vida plena, valor único e inalienable y derecho primordial de todo individuo.
La definición operativa de “Entorno Saludable” se encuentra en proceso de construcción y el empleo del término en la literatura del idioma español es reducido. Existen diferentes argumentos que complementan el concepto. La afectividad, o la susceptibilidad de las personas ante su entorno, cuyo origen se remonta a la visión del filósofo racionalista del siglo XVII, Baruch Spinoza, también la influencia del entorno en los estilos de vida que pudieran ser saludables o no, y la caracterización de los espacios a partir de las actividades humanas que suceden en su alrededor.
Desde un punto de vista sociológico el concepto de entorno saludable se relaciona con la subjetividad expresada a través del conjunto de ideas, significados y emociones partiendo del punto de vista del sujeto juntamente influenciado por sus intereses particulares adquiridos por la cultura, la historia y la política.

## Antecedentes
El entorno físico para la salud cobró importancia con el surgimiento de enfermedades en ciudades Europeas y Americanas en el siglo XIX en cuanto crecían y se industrializaban de forma exponencial. En ese entonces se consideraba que la causa de enfermedades radicaba en miasmas. Esta teoría establecía que enfermedades como el cólera y la tifoidea eran causadas por un vapor maloliente. Las infecciones se producían como consecuencia de la exposición a condiciones ambientales no saludables. En Inglaterra esta teoría influenció las reformas sanitarias de Edwin Chadwick, orientadas a impedir que el miasma afectara las viviendas por medio de su envolvente o de sus sistemas de drenaje.
Más adelante con la reducción de enfermedades infecciosas, que eran la principal causa de mortalidad a principios del siglo XX, la atención epidemiológica se centró en identificar los determinantes de enfermedades crónicas asociadas a la población en condiciones de vida moderna (Hansen y Easthope 2007). Entre las enfermedades principales se encontraban el cáncer,  enfermedades cardiovasculares y diabetes. A mediados de los 1970, la evidencia epidemiológica con respecto a los factores determinantes de estas enfermedades apuntaba a comportamientos relacionados con la salud y a la influencia de los espacios sobre estos comportamientos.
Se formuló la suposición de que el alto nivel de prevalencia de enfermedades crónicas era el resultado de estilos de vida no saludables, los cuales se estiman como factores voluntarios bajo el control de cada individuo. Consecuentemente, el énfasis particular en estas intervenciones ha sido puesto bajo la responsabilidad de la habilidad que tiene cada individuo para realizar cambios hacia un comportamiento saludable, el cual crece significativamente a través de la educación. Este enfoque tuvo relevancia por el Reporte Lalonde de 1974, en el cual se insistía en la importancia de intervenir en la población compuesta por individuos que muestran un elevado riesgo hacia enfermedades específicas basadas en el perfil de su comportamiento. Este enfoque, según Lalonde, llevaría hacia uno de los mayores impactos en la salud pública y sus políticas.

## Entorno
El entorno forma parte de la cotidianeidad de las personas, y su caracterización genera emociones y sensaciones que forman parte de la memoria afectiva y que definen una carga subjetiva perceptual. El significado contenido en el entorno implica el sentido de lugar que designa la atmósfera de un espacio en cuanto a la cualidad de sus componentes físicos en conjunto y en función de la capacidad de reconocimiento de estas características por parte de un individuo. Estas cualidades definen a los espacios y tienen efectos en el bienestar temporal de acuerdo a la percepción individual de las personas. La interacción y las posibles experiencias entre el individuo y el lugar varían y están sujetas a valores culturales, sociales y económicos.
La modificación de los medios físicos del entorno por el individuo, hace referencia al ambiente construido y constituye tanto una construcción material, como una construcción afectiva cargada de valores simbólicos susceptibles a la percepción individualista de las personas. El entorno o ambiente construido abarca toda edificación y espacio creado o modificado por el ser humano para adecuarse a su forma de vida como son las viviendas, escuelas, espacios de trabajo, comercios, parques, zonas recreativas y áreas industriales y las infraestructuras y servicios que permiten la interconexión y funcionamiento de estos espacios como las calles, aceras, líneas de transmisión eléctrica y depósitos de residuos. Su configuración tiene efecto en el entorno físico y social, y consecuentemente en la salud y la cualidad de vida de las personas.
El entorno construido está constituido por diferentes escalas que pudiesen categorizarse de acuerdo a su magnitud en: el nivel privado, el cual relaciona al individuo con espacios interiores en edificaciones; el nivel cotidiano, que se manifiesta en los espacios donde el individuo realiza su vida cotidiana basándose en su estilo de vida y hábitos; y el nivel urbano, asociándose a la ciudad. Todos estos niveles están sujetos al factor del tiempo, que afecta y varia las cualidades de los espacios en cuanto a las actividades que se desarrollan en éstos y que conjuntamente modifican el sentido perceptual que tienen las personas de los lugares.
Este concepto abarca las circunstancias materiales, las identidades sociales y las experiencias subjetivas, permitiendo un abordaje que considera tres estratos interconectados del entorno: El de estructura urbana, el de interacciones sociales, y el de emociones subjetivas y lazos, que componen lo llamado la intersubjetividad del espacio (Pranikoff and Low 2007).
Investigaciones recientes exploran los efectos causales de la relación entre el entorno construido en todas sus escalas, y las condiciones de salud de las personas asociadas a la salud física y mental, la actividad física, enfermedades crónicas como la obesidad, enfermedades cardiovasculares,  enfermedades respiratorias como el asma y cáncer de pulmón.

## Relación entre Individuo, Salud y Entorno
Las variaciones geográficas en cuestiones relacionadas con la salud han sido estudiadas bajo dos razonamientos. El primero se enfoca en que la concentración de individuos con un estatus socioeconómico similar en localizaciones específicas, es la explicación de la caracterización de estas zonas. El segundo aborda las variaciones geográficas con respecto a la salud considerando el entorno físico como un factor que puede afectar las condiciones de bienestar y salud de las personas.
Las investigaciones respecto a los factores que afectan al comportamiento, y consecuentemente a la salud, debería basarse en la idea de que éste no sólo está determinado por posibilidades de elección, sino por las oportunidades y restricciones que presenta el lugar donde las personas se desenvuelven, debido a que el entorno construido no determina rígidamente cómo los grupos sociales deberían comportarse, el tipo de relaciones que deberían tener o cómo deben interaccionar entre ellos. En cambio, el entorno construido estructura, permite, y limita las opciones interrelacionales entre personas y entre las personas y su entorno.
Los sistemas de información geográfica pueden ser objetivamente utilizados para presentar datos sobre el entorno físico y su estructura, sin embargo la percepción del individuo con respecto a su entorno social es también importante para entender su comportamiento y sus opciones de estilo de vida. La información con respecto a factores subjetivos, como son la percepción de las personas con relación a la calidad de su entorno y a su capacidad de estimular, desarrollar y mantener comportamientos orientados a la salud es de gran relevancia.

## Entorno Saludable desde la perspectiva de la Salud

### Salud y Entorno Construido
La relación entre la salud y el entorno construido puede ser determinada bajo diferentes enfoques como lo son:
•El entorno construido, que abarca elementos físicos como edificaciones, calles, espacios abiertos e infraestructura en general, y su condición para promover actividad física.
•La clasificación y el uso de suelo, y sus efectos en la calidad de agua, del aire y de sanidad en general.
•La morfología de las ciudades y su influencia en los estilos de vida de las personas.
•La influencia de las áreas de recreación, parques y jardines en la salud mental.

### Salud Alimenticia
En el año 2010 se sanciona y en 2013 se reglamenta la ley de “Alimentación Saludable- Niños, Niñas y Adolescentes en Edad Escolar” (CABA Ley N° 3.704), que provee un marco regulatorio vinculado con la implementación de acciones y políticas educativa de Educación Alimentaria Nutricional en las escuelas. Propone pautas para los servicios alimentarios brindados en el ámbito escolar, regula el funcionamiento de los kioscos e impulsa la Educación Alimentaria Nutricional, tanto en el ámbito público y privado. De esta manera tiene como objetivo principal potenciar el consumo de alimentos saludables en las escuelas y generar cambios en la conducta alimentaria de niños, niñas y adolescentes. (Ley 3704, Buenos Aires 2010).
El hombre siempre tuvo una alimentación diversificada lo que le ha permitido vivir y adaptarse en diferentes climas y geografías, utilizando los recursos que la naturaleza le brindaba. De esta manera, se pudo garantizar la incorporación de todos los nutrientes que el cuerpo necesitaba. (Fischler, 1995)
Así es como el concepto de alimentación saludable a lo largo de la historia ha ido evolucionando y al día de hoy, puede existir más de una manera de definirlo.
Desde nuestro enfoque, entendemos que una Alimentación Saludable es aquella que aporta alimentos seguros, nutritivos y culturalmente aceptados, necesarios para crecer y desarrollarse de manera adecuada, mantener y conservar la salud, evitar enfermedades; contribuyendo además con el equilibrio del medio ambiente.
El médico argentino Pedro Escudero (Buenos Aires, Argentina, 1887-1963), conocido como el “padre de la nutrición” en nuestro país y fundador y primer Director del Instituto Nacional de la Nutrición, definió a la Nutrición como un estado de salud que se puede evaluar y modificar y que es el resultado de tres tiempos que se relacionan entre sí: alimentación, metabolismo y excreción. Así, enmarcaba a la alimentación desde la elección del alimento hasta el momento de la absorción de los nutrientes.
La alimentación para Escudero debía basarse en 4 leyes fundamentales, que se relacionan entre sí:
Ley de la cantidad: “La  alimentación debe ser suficiente para cubrir las exigencias calóricas del organismo y mantener el equilibrio de su balance”. Es decir, a través de los alimentos es necesario reponer la cantidad de energía  que el organismo consume a diario para realizar sus funciones.
Ley de la calidad: “El régimen alimentario debe ser completo en su composición para ofrecer al organismo todas las sustancias que lo integran”. Es decir que una ingesta de alimentos variados proporcionará todos nutrientes que integran el organismo. Si la alimentación carece de variedad, posiblemente resulte incompleta.
Ley de la armonía: “Las cantidades de los diversos principios nutritivos que integran la alimentación deben guardar una relación de proporción entre sí”. Surge así el concepto de proporcionalidad entre los distintos componentes; es decir que no deben administrarse de modo arbitrario, pues se corre el riesgo de carencia de algún nutriente.  Por tal motivo, en una persona sana, se debe incorporar el 50-60% de las calorías diarias a través de los hidratos de carbono; el 25-30%, a través de las grasas, y entre el 10-15%, a través de las proteínas.
Ley de la adecuación: “La finalidad de la alimentación está supeditada a su adecuación al organismo”. La finalidad de la alimentación es satisfacer todas las necesidades del organismo; en el hombre sano debe conservar la salud y en el hombre enfermo debe favorecer la curación y mantener el estado general. La adecuación se logra si la alimentación se adapta a los gustos, hábitos, creencias culturales y religiosas, estado de salud, etc. del individuo que la ingiere. (López, 2014)
A través de estas leyes se sentaron las bases para el nacimiento y crecimiento de la ciencia de la nutrición en la Argentina. Con el tiempo, los conocimientos en esta ciencia y la alimentación misma han ido evolucionando, lo que explica el surgimiento de nuevas herramientas o lineamientos sobre alimentación.

### Salud Física
La salud física puede ser vista como la ausencia de enfermedad, o el proceso por el cual la condición física de una persona puede capacitar niveles saludables de resistencia, fuerza, agilidad, habilidad, coordinación y flexibilidad. La alimentación, el ejercicio físico, el descanso y la higiene son los factores principales que influyen sobre la salud.
Investigaciones inclinadas a identificar los factores del entorno que influyen en la salud física de las personas han determinado que la morfología de las ciudades y los elementos que la componen incitan comportamientos y decisiones comunes entre sus habitantes de acuerdo a las actividades que permiten y favorecen sus espacios. Las ciudades difusas, con baja densidad y con usos de suelo categorizados tiene como efecto la dependencia del vehículo como medio de transporte. Estos modelos de urbanización en los que existen largas distancias que separan las zonas de residencia, de comercio y de instituciones han impulsado el uso de los vehículos de motor y consecuentemente ha incrementado la contaminación del aire y la incidencia de enfermedades respiratorias como el asma. Este tipo de ciudad de fisionomía dispersa presenta un diseño urbano que responde prioritariamente a las necesidades del automóvil y por ende induce a estilos de vida sedentarios con ausencia de actividad física que terminan contribuyendo a la incidencia de sobrepeso y obesidad.
De acuerdo al Cuerpo comisionado a la Salud Pública de Estados Unidos las personas que practican actividad física presentan una menor tasa de mortalidad, menor riesgo de contraer enfermedades cardiovasculares, prevención de presión sanguínea alta, menor riesgo de cáncer de colon, bajo riesgo de desarrollar diabetes tipo 2, reducción de peso y buena distribución de grasa corporal, alivio hacia síntomas de depresión y ansiedad, mejora del estado anímico, y una mejora aparente de la calidad de vida y el bienestar psicológico en términos asociados a la salud. El entorno físico es determinante en los estímulos de actividad física, y su caracterización puede presentar oportunidades y barreras para las personas que participan en ejercicios físicos. La presencia o ausencia de aceras, de iluminación en las calles, de tráfico y de espacios seguros son variables del entorno que tienen un rol en la motivación de las personas para realizar actividad física. El centro para el control y la prevención de enfermedades de Estados Unidos ha determinado que las principales razones que desalientan a la práctica de ejercicio físico son la carencia de facilidades como parques y espacios abiertos, y el sentimiento de inseguridad asociada a estos espacios.

### Salud Mental
Desde la perspectiva de la salud mental podemos observar nuestros entornos vivideros y encontrarnos zonas urbanas con acumulación de factores de riesgo psicosociales y sociales. Se conoce que estos factores tienen influencias negativas en la salud mental, asociándose a trastornos mentales.
Aquellos entornos que favorecen las relaciones sociales y afectivas, ya sean familiares, profesionales, o vecinales, aquellos que favorecen la integración del individuo y su desarrollo personal, así como los que promueven una buena forma física resultan muy importantes en la contención del sufrimiento mental causado por circunstancias externas o internas. Aquellos que contienen elementos naturales, como parques, jardines, patios, zonas de recreación, están asociados a la reducción de estrés y ansiedad de la vida urbana, al aumento del rendimiento de trabajo, a la mejora de atención en niños con trastorno de déficit de atención y a la mejora en el desarrollo cognitivo y emocional de los niños.

## Entorno Saludable desde la perspectiva de la arquitectura
El diseño de la arquitectura y el urbanismo que comprende el entorno construido que rodea la cotidianidad de una persona o grupo puede controlar, estimular o reforzar diferentes tipos de comportamientos, pero también puede estimular procesos de sanación o pueden promover salud y bienestar.
```
Las decisiones de diseño que implican la elección de materiales y mobiliario, las preocupaciones por la implementación de sistemas de 
ventilación
 eficientes, los niveles óptimos de humedad, la circulación y renovación del aire reflejan criterios y estrategias relevantes en la contribución al bienestar del usuario.
```

La consideración de atributos como la accesibilidad y facilidad de tránsito en el diseño urbano y arquitectónico está asociada en la adecuación de espacios para personas con deficiencias, reflejando preocupación por el tema de la salud del usuario. La existencia de barreras arquitectónicas influye en la capacidad de inserción social, de ejercitación física y de utilización adecuada de espacios. El concepto de diseño universal también se integra a la arquitectura dentro de la consideración de las necesidades de la más amplia variedad de usuarios, para la implementación de un diseño que promueva su usabilidad.

### Salud Urbana
Es importante tomar como base de entendimiento antecedentes históricos de la relación salud-vida urbana a Ilustres del siglo XIX, como Pasteur y Jenner los cuales enfatizaron la relación entre la salud y como estos influyen en las condiciones de vida en las ciudades. La Revolución Industrial propiciaba pésimas condiciones de vida de los trabajadores en las ciudades y un el alto índice de mortalidad, lo cual fue tema de interés para otros autores ilustres como Edwin Chadwick, Louis René Villermé, y Rudolf Virchow  lo cual originó  atención a los temas de salud urbana y su previsión.
En las últimas décadas han surgido diversas interpretaciones y acepciones del término “Ciudad Saludable” atribuidas a diferentes autores. “Una ciudad saludable es aquella que está continuamente creando y mejorando los ambientes físicos y sociales, y expandiendo los recursos comunitarios que habilitan a la gente para apoyarse mutuamente en el desempeño de todas las funciones de la vida para desarrollar su máximo potencial” (Hancock y Duhl, 1986).
El binomio salud-enfermedad se analiza dentro de la vida urbana con el objetivo de trazar pautas y desarrollar estrategias para la promoción de la salud y la prevención de la enfermedad.  El Concepto de salud urbana está orientado a los planes que tienen como objetivo el incremento de los niveles de salud y bienestar colectivo los habitantes de las ciudades en las últimas décadas.

### Salud y Vivienda
La vivienda es importante para la salud en cuestiones de la calidad del refugio que presentan ante el calor, frío, ruido, lluvia y contaminación. Otros aspectos que demarcan el vínculo entre salud y vivienda son la relación entre el agua y la infraestructura sanitaria que proveen y la calidad espacio para el almacenar comida, cocinar y trabajar. Una vivienda con espacios inadecuados se asocia al incremento en riesgos de bronquitis, neumonía, infarto, enfermedades cardíacas y accidentes, y una vivienda que presente hacinamiento se asocia con incremento en infecciones, estrés y violencia intrafamiliar.

## Entorno Saludable desde la perspectiva de las Instituciones Internacionales
En la Conferencia Internacional para la Promoción de la Salud en Sundsvall del año 1991 de la Organización Mundial de la Salud, se emplean los términos de “entornos que apoyan la salud” y “ambientes favorables”, para definir los lugares que presentan protección ante riesgos de salud y donde las personas pueden ampliar su autodeterminación con relación a la salud. Desde la perspectiva de la salud, el término de entornos que sustentan salud se refiere tanto al aspecto físico como al social, incluyendo los espacios donde las personas viven, sus comunidades locales, sus hogares, donde trabajan o donde juegan. También abarca el acceso a recursos para vivir dignamente, las oportunidades que les ofrecen estos espacios y la capacidad de empoderamiento.
Otro término que relaciona los conceptos de salud, entorno e individuo es el de “escenarios para la salud”, definido en el glosario para la promoción de la Salud de la OMS como el contexto social que las personas usan y moldean activamente para llevar a cabo sus actividades habituales y solucionar asuntos asociados a su sanidad, y en el que inciden factores ambientales, colectivos, y personales que tienen efectos en la salud y el bienestar. La identificación de estos escenarios recae en límites físicos donde las personas cumplen con roles definidos bajo una estructura organizativa.